# Piccardthofplas
De Piccardthofplas is een natuurgebied van 39 hectare in het zuiden van de stad Groningen, aan de Paterswoldseweg. Het is voor een groot deel in bezit van Natuurmonumenten.

## Geschiedenis
Halverwege de vorige eeuw bestond de plas (op oude kaarten De Kolk genaamd) in de huidige vorm niet.  Er was alleen een klein plasje dat een recreatiefunctie had. De plas kreeg zijn huidige omvang toen er rond 1958 op deze plek zand gewonnen werd voor de aanleg van de nabijgelegen snelweg A7. De plas ontleent zijn naam aan het aangrenzende volkstuincomplex Piccardthof, dat genoemd is naar de grote voorvechter van volkstuinen in de stad Groningen, de notabele Jan Hendrik Herman Piccardt.
In de jaren 60 werd het gebied eigendom van een nabijgelegen suikerfabriek die er afval (tarra) in wilde storten. Toen deze plannen concreet werden, in de jaren negentig, was dit aanleiding voor enkele natuurliefhebbers om in actie te komen. Inmiddels, in 1998, was de plas op Groninger grondgebied komen te liggen. Bij de gemeente Groningen werd er op aangedrongen na te gaan wat de kwaliteit van de natuur in en rond de plas is. Dit verzoek werd gehonoreerd. Uit het onderzoek bleek dat de plas zeer bijzonder is, zowel fysisch-chemisch als biologisch. De gemeenteraad besloot daarom de vuilstort tegen te houden en vanaf dat moment kreeg de plas de status van natuurgebied.
Omstreeks 2000 is een woonwijk aangelegd die ten noorden en ten zuiden aan de plas grenst, dit ondanks felle protesten van omwonenden en natuurorganisaties, Wel zijn er bufferzones aangelegd. Kort daarna werd Natuurmonumenten eigenaar van een groot deel van de plas.

## Ecologie, flora en fauna
De plas is zo'n 30 meter diep waardoor hij moeilijk dicht vriest, en heeft zoute kwel. De oeverzones van de plas vormen samen met zones langs de Piccardthofwijk een belangrijke ecologische verbindingsroute tussen de Peizermaden en het Paterswoldsemeer
Omstreeks 2000 was de plas  zeer vogelrijk en herbergde tientallen vogelsoorten. In en om de plas overwinterden vogels als de smient, wintertaling, grote zaagbek, kuifeend, pijlstaart, slobeend en roerdomp. Veel hiervan sliepen in de Peizermaden, en zochten overdag voedsel in deze plas. Daarnaast kwamen gedurende het jaar vogels rond de plas voor als de ijsvogel, buizerd, havik, sprinkhaanzanger, rietzanger, oeverzwaluw, koekoek en wielewaal. In de natte graslanden kwam de watersnip voor. Na de steeds intensiever wordende bebouwing, is het aantal vogels afgenomen.
In de plas zijn aangetroffen de driehoeksmossel, de paling, de karper, de snoek, en de snoekbaars, bijzondere soorten als de rivierdonderpad en de kleine modderkruiper en nieuwkomers als de Amerikaanse rivierkreeft en de Chinese wolhandkrab. Ook groene kikkers, ringslangen en kleine watersalamanders verblijven in de plas. Daarnaast leven er sponzen.

## Educatie en recreatie
Van oudsher wordt de plas aan de noordoever op kleine schaal gebruikt om te roeien, te zwemmen en te vissen. Aan de oostzijde wordt af en toe gedoken. Natuurmonumenten wil deze activiteiten beperken maar ziet dit gebied wel als een plaats waar geëxperimenteerd kan worden met het idee van natuur vlak bij de stad. Vissen is inmiddels echter verboden en zwemmen alleen toegestaan voor de bewoners van huisjes in het aan de noordzijde gelegen volkstuincomplex. In 2011 is bij de plas een vogelkijkplaats aangelegd en is de zuidoever anders ingericht, mede met het oog op educatie. Voor het gebruik van de plas voor educatie en recreatie is samengewerkt met onder meer de bewonersvereniging van de wijk Piccardthofplas, de volkstuinvereniging ATV Piccardthof en het nabijgelegen Martini Ziekenhuis. Dit ziekenhuis heeft de aanleg van het gebied rond  de vogelkijkplaats ondersteund in de hoop dat deze door patiënten gebruikt zou worden opdat hun genezingsproces bevorderd werd.
Bevrijdingsbos ·
Coendersborg ·
Eelderbaan ·
Groene Long Beijum ·
Groenestein ·
Kardinge ·
Lewenborg ·
Meerstad ·
Molukkenplantsoen ·
Noorderplantsoen ·
Oosterpark ·
Oude Hortus ·
Oosterpoort ·
Piccardthof ·
Piccardthofplas ·
Pioenpark ·
Prinsentuin ·
Roege Bos ·
Selwerd ·
Stadspark ·
Sterrebos ·
Westpark ·
Zuiderplantsoen